# Alessandro Gazzi
Alessandro Carlo Gazzi (ur. 28 stycznia 1983 w Feltre) – włoski piłkarz występujący na pozycji pomocnika w Alessandrii.

## Kariera klubowa
Alessandro Gazzi jest wychowankiem S.S. Lazio. Zawodową karierę rozpoczął w 2000 w drugoligowym Treviso. Po zakończeniu sezonu 2000/2001 powrócił do Lazio, jednak przez 2 lata nie udało mu się zadebiutować w rozgrywkach Serie A. W sezonie 2003/2004 Gazzi reprezentował barwy Viterbese grającego w Serie C1 i był jego podstawowym zawodnikiem.
Latem 2004 roku Gazzi został piłkarzem Bari, do którego trafił razem z Vincenzo Santoruvo i Lorenzo Sibilano. W nowym klubie od razu stał się podstawowym graczem, a zadebiutował 11 września w przegranym 1:2 meczu z Catanzaro. W styczniu 2007 Gazzi został wypożyczony do Regginy Calcio, w barwach której 11 lutego w zwycięskim 2:1 spotkaniu przeciwko Torino FC po raz pierwszy wystąpił w pierwszej lidze. Po zakończeniu rozgrywek Gazzi powrócił do Bari. W sezonie 2008/2009 Bari zwyciężyło rozgrywki Serie B i awansowało do Serie A. Zawodnikiem Bari był do roku 2011.
Następnie występował w Sienie, Torino FC oraz US Palermo, a w 2017 przeszedł do Alessandrii.

## Kariera reprezentacyjna
W latach 2003–2004 Gazzi rozegrał 3 mecze dla reprezentacji Włoch do lat 20.